# マッサージ探偵ジョー
『マッサージ探偵ジョー』（マッサージたんていジョー）は、2017年4月9日（8日深夜）から7月2日（1日深夜）までテレビ東京系「土曜ドラマ24」枠（毎週日曜0時20分 - 0時50分〈土曜深夜〉）で放送された日本のオリジナルのサスペンスコメディドラマ。主演は中丸雄一。テレビ東京土曜ドラマ24の主演をジャニーズ事務所所属タレントが務めるのは初めて。地上波放送に先駆けて、4月2日からAmazonプライム・ビデオで先行配信され、また配信限定動画「アグリのツボ」が公開された。
出張マッサージ店「ほぐす堂」で働く主人公・ジョーが出張先で毎回殺人事件に巻き込まれ、優れたマッサージ技術と観察力を駆使して事件の謎を解く「お馬鹿で笑えるサスペンス」ドラマ。稲田が他人の家に自由に出入りできる職業に興味を持ち、構想5年かけてドラマ化を実現した。毎週、女性ゲストによるお色気マッサージシーンがあり、主演の中丸が歴代の様々な探偵に扮装したオープニングの演出がSNSを中心に話題となった。また主題歌は中丸が「マッサージ探偵ジョー」名義で歌唱し、エンディングではダンスを披露した。

## キャスト
登場人物の名前や、保瀬女学院・カーロス号・Clubハリマオといった名称はあしたのジョーの登場人物のパロディ。
矢吹原丈
演 - 中丸雄一
ほぐす堂の従業員。ジョーと呼ばれている。人間嫌いでコミュ障の元プログラマー。マッサージ中は人が変わったように冷静な性格になる。マッサージによって身体の情報や記憶を入手する能力があり、多くの人に触れる中で覚醒する。しかしその影響で能力を一時失う。最終話でマッサージ探偵になることを決心する。
阿久里葉子
演 - 小芝風花
ほぐす堂の新人従業員。アグリと呼ばれている。天真爛漫で明るく、好奇心も旺盛。自称「ワトソン役」で、嫌がるジョーを強引に事件に巻き込む。
加藤虎雄
演 - 和田正人
警視庁捜査一課の刑事。タイガーと呼ばれている。マネーの部下。律儀で杓子定規。
金石徹
演 - 小澤征悦
警視庁捜査一課の刑事。マネーと呼ばれている。正義感が強いストレートな男。海外に赴任していたため発言が英語まじり。的外れな推理で空回りしてしまう。第11話で黒服との因縁を匂わせていたが、最終話で彼が初恋の同級生だったことをタイガーに告白する。
エコ婆
演 - 倍賞美津子
ほぐす堂の店主。伝説のマッサージ師。15年前ジョーの父に救われたことでマッサージ店を開業する。ジョーをマッサージ師にスカウトし、彼の"覚醒"を望む。
西藤吉
演 - 与座よしあき
ほぐす堂の従業員。おっとりしているが食には目がない。
青山広松
演 - 三河悠冴
ほぐす堂の従業員。アイドルおたく。彼女がいる。
黒服
演 - 佐藤貢三
エコ婆に協力する謎の男。日本の危機を救うため、矢吹原家の人間を政府御用達の按摩師に連れ戻そうとする。本名は鈴木で、マネーとは同級生だった。
ツボガール
演 - 菅原樹里亜 ※「アグリのツボ」に出演。

## ストーリー・ゲスト

### 第1 - 4話
第1話「事件のツボ」 脚本 - 井上テテ・稲田秀樹、監督 - 根本和政
豪邸への出張依頼を受けたジョーは太田彩愛にマッサージを施す。ほぼ同時刻に離れの書斎で、彩愛の夫で太田美容クリニック院長の太田武が「鈍器のようなもの」で殺害される。ジョーを含む6人の容疑者を集めて刑事が取り調べを行う中、ジョーは容疑者らのマッサージをさせてほしいと頼む。そして甲斐田希美が前日に左足に強い衝撃を受けていることから、希美がかかと落としで武を撲殺したと推理した。希美は自身が出演するCMのダイエット薬品が虚偽であることに耐えられなかったのである。
| 太田彩愛 演 - 横山めぐみ マッサージの依頼主。夫である武からDVを受けていた。 アグリの客 演 - 池田鉄洋 田森優子 演 - 小野真弓 太田家のメイド。財産目当てで武に近づいた。 甲斐田希美 演 - 青野楓 太田美容クリニックのCMモデル。武の愛人。胃を切除して痩せた。 | 太田武 演 - 児玉貴志 事件の被害者。太田美容クリニック院長。 山下晴信 演 - 佐々木一平 武の部下。 郷田浩二 演 - 三月達也 武の部下。次期院長候補。 |

第2話「嫉妬のツボ」 脚本 - 井上テテ、監督 - 根本和政
保瀬女学院への出張依頼を受けたジョーは新体操部にマッサージを施す。その日の放課後、新体操部エースの塚田翔子が2度首を絞められて殺害される。ジョーは刑事に容疑者らのマッサージをさせてほしいと頼み、手足の筋肉の激しい使用から顧問の難波博美が犯人であることを推理する。また脈の変化で、博美から尾山みどり、みどりから翔子への恋愛感情（三角関係）を指摘する。翔子に振り向いてもらえないみどりが素手で翔子の首を絞めて失神させ、それを目撃した博美がみどりをかばうために翔子をフラフープで絞殺したのだった。
| 尾山みどり 演 - 吉本実憂 翔子のライバル。翔子がエースを辞退するのが許せなかった。 難波博美 演 - 原田佳奈 マッサージの依頼主。新体操部顧問。 斎藤智治 演 - 六角慎司 学校の用務員。翔子を盗撮していた。 玉子 演 - 石橋菜津美 広松の彼女。嫉妬深い。 | 塚田翔子 演 - 小松美月 事件の被害者。新体操部のエース。 島村奈々 演 - 田中珠里 弥生 演 - 佐々木萌詠 沙耶 演 - 溝口恵 - さわまさし |

第3話「アイドルのツボ」 脚本 - 政池洋佑、監督 - 瀧悠輔
人気アイドルグループ・マンモス娘の華村志帆から依頼を受けたジョーは志帆にマッサージを施すが、マンションから出てきた2人の姿が写真週刊誌にスクープされる。数日後、志帆のマネージャーである大林健司が直径1cmほどの棒状のもので胸を一突きに殺害される。志帆との熱愛が疑われるジョーは容疑者らをマッサージして、手の筋肉の使いかたから貝沼正が万年筆で大林を刺殺したと推理した。貝沼は志帆に毎日ファンレターを送る「万年筆男」の正体であり、手紙を捨てられたことが許せなかったのである。
華村志帆
演 - 光宗薫
「粗塩対応」で有名な人気アイドル。「万年筆男」からの手紙を大事にしている。
貝沼正
演 - 戸田昌宏
フリーの写真家。ジョーと志帆の写真を週刊誌に売り込んだ。
大林健司
演 - 平原テツ
事件の被害者。志帆のマネージャー。
高橋良太
演 - 坂本真
志帆のファンでストーカー。志帆と大林の言い争いを双眼鏡で目撃した。
- 宮澤翔、コッセこういち、川島広輝、向井康起

第4話「嘘のツボ」 脚本 - 井上テテ、監督 - 瀧悠輔
ジョーが出張マッサージを施した翌日、ミュージカルスターの柏崎海斗がボイストレーニング中に青酸カリで殺害される。マネーは海斗の水筒の中に氷を入れた人物が犯人だと推理する。妻の亜紀とマネージャーの鷹取希恵が修羅場を繰り広げるなか、ジョーの事件解決能力を見込んだマネーはジョーに容疑者らのマッサージを頼む。脈の動きからジョーは、海斗と不倫していた希恵の妊娠が嘘であることを見抜いた。別れ話を切り出された希恵は嘘をつくことで海斗を引き留めようとしたが、海斗が亜紀と離婚しなかったため毒殺したのである。
柏崎亜紀
演 - 白羽ゆり
海斗の妻。不妊に悩んでいたが、海斗の死後に妊娠が発覚する。
柏崎海斗
演 - 郭智博
事件の被害者。ミュージカル俳優。二股をかけていた。
鷹取希恵
演 - 滝沢沙織
海斗のマネージャー。海斗と不倫し、子を身籠ったと嘘をついた。
雪村森之丞
演 - 伊藤明賢
海斗のボイストレーナー。海斗を生理的に嫌っていた。

### 第5 - 6話
第5話「恐怖のツボ」 脚本 - 井上テテ、監督 - 根本和政
ジョー、アグリ、タイガー、マネー、藤吉、広松は、エコ婆の招待で温泉旅行へ向かう。夜になると旅館が突然停電し、一行は代わる代わる幽霊に取り憑かれ「ヨウゾウさん」の名を呼びながら奇妙な行動を取る。旅館内を探索してブレーカーを上げたジョーは、騒動を解決するため奇妙な女（幽霊）にマッサージを施す。女はヨウゾウさんからもらった度の合わない眼鏡をかけていたため頭痛に悩まされていたのだった。事件が解決し元に戻った一行の部屋の電気が再び消える。すると部屋にはジョーの誕生日を祝うケーキが運び込まれた。
奇妙な女
演 - 紺野まひる
ヨウゾウさんを探して夜な夜な旅館の客に乗り移っていた。
女将
演 - 猫背椿
第6話にも登場。「失楽園」に憧れ、旅館から抜け出したいと思っている。
支配人
演 - 日向丈
第6話にも登場。女将の夫。ジョーたちの卓球を撮影した。サトシと女将が結ばれて嘆く。
仲居
演 - 水原ゆき
第6話にも登場。ジョーたちの宴会を撮影した。
 第6話「記憶のツボ」　脚本 - 井上テテ、監督 - 根本和政
ジョーの誕生会と宴会の翌朝、一行が目を覚ました旅館の一室で田島啓介が刺殺されていた。刑事の竜と播磨は、泥酔して昨夜の記憶がない一行に任意同行を求めるが、ジョーにツボを押され気絶する。その間にジョーたちはカメラの映像を確認し、タイガーとマネーは遺留品の手帳から密漁者が犯人だと推理。ジョーは全員にマッサージを施し、竜が犯人だと推理する。藤吉を背負うことでカメラに映らず部屋に侵入した竜は田島殺害後に窓から逃げ、捜査のため現場に戻った際に窓の鍵を閉めることで密室を完成させ、罪をなすりつけようとしたのだった。
竜
演 -石井正則
刑事。金儲けのために密漁の手引きをした。手帳の一部を胃袋に隠蔽した大食漢。
サトシ
演 - 山中聡
小型船「カーロス号」の所有で密漁の噂が立ったが、女将と駆落ちするための船だった。
播磨
演 - 山口翔悟
刑事。竜の部下。
田島啓介
演 - 渡辺隆二郎
事件の被害者。竜の密漁に勘付いて調査していた。

### 第7 - 10話
第7話「料理のツボ」 脚本 - 政池洋佑、監督 - 田中峰弥
銀座ホステス姫川愛の依頼を受けたジョーが、愛とその婚約者である闇金の鬼島源介にマッサージを施した翌朝、鬼島がサソリの毒で殺害される。捜査により、殺害動機と毒を持つ児玉哲司にはアリバイがあり、動機があってアリバイがない杉野実には毒を入手できないことが判明。ジョーはマッサージを施し、2人は共犯で、大学時代に培ったカバディの素早い動きで防犯カメラをかいくぐって毒殺したと推理した。事件を解決したジョーは愛に鬼島が肺ガンだったことを告げる。鬼島は短い余生を愛のために過ごそうと借金の取立てを急いでいたのだった。
| 姫川愛 演 - ちすん 銀座のNo.1ホステス。鬼島の死後、小料理屋を開く。 鬼島源介 演 - 大河内浩 事件の被害者。愛の婚約者。余命3ヶ月の肺ガンを患い、闇金を辞めるつもりだった。 児玉哲司 演 - 本間剛 研究者。サソリ毒を扱う研究所に所属。鬼島から5000万円の早急な完済を迫られた。 杉野実 演 - 菊池均也 愛が働いていたクラブのオーナー。鬼島に半殺しにされた過去がある。 | パイナップル鈴木 演 - パパイヤ鈴木 テレビの食レポーター。 ホステス 演 - 朱音 杉野のクラブで働く。 ラジクマール・カーン 演 - ラクマル カバディのインド代表。世界大会優勝者。ほぐす堂の常連で、真相究明の際、偶然来日していたためジョーに召集される。 |

第8話「強盗のツボ」 脚本 - 政池洋佑、監督 - 田中峰弥
銀行強盗のニュースを見ていたほぐす堂に強盗・森里子が立てこもった。頻繁に携帯電話を気にし、疲れの色を見せる里子にジョーはマッサージを施す。他に真犯人がいることを察したジョーは店からエコ婆を脱出させ、マネーへの伝言を頼む。その後タイガーらがほぐす堂に突入し里子を取り押さえるが、ジョーの伝言を受けたマネーは里子のご近所トラブルを捜査して真犯人である足山金太を捕まえる。里子は足山に娘・栞里を誘拐され、その言いなりになっていたのだった。
森里子
演 - 須藤理彩
銀行強盗。銀行に被害はなかったものの凶器を持って逃走した。マネーの計らいにより厳重注意で済む見込み。
森栞里
演 - 網島乙芭
里子の娘。階上で騒がしかったとして足山に誘拐される。
足山金太
演 - 小松利昌
軍事オタク。森家の階下に住む。栞里を人質にして里子に銀行強盗をさせた。
キャスター
演 - 西田美歩

第9話「ライバルのツボ」 脚本 - 井上テテ、監督 - 瀧悠輔
ジョーの噂を聞きつけた第2のマッサージ探偵・星野飛雄馬がほぐす堂に訪れる。そこへマネーがキャバクラの殺人事件を持込み、ジョーと飛雄馬は謎解きで対決することに。飛雄馬は容疑者らにマッサージを施し、ゴルフを嗜む前田店長が自撮り棒をクラブに見立てて被害者を殴り、壁に後頭部を打ち付けて殺害したと推理した。一方ジョーはホステスのけにょこを呼び出し、筋肉の柔らかさから彼女が小学生であることを指摘する。小学生を雇っていたことをネタに金をゆすってきた被害者を前田店長が撲殺した、というのが事件の真相だった。
| 星野飛雄馬 演 - 渡部豪太 千葉県南房総のマッサージ探偵。 前田店長 演 - 坂田聡 小学生のけにょこを雇っていることが水野にばれ、金をゆすられたため殺害した。 けにょこ（本名：野田ひとみ） 演 - 筧美和子 新人ホステス。見た目から想像できないが11歳。同級生から恐喝されて金を必要としていた。いじめを心配した両親がジョーに探偵業を依頼しに来ていた。 | 水野忠文 演 - 津村知与支 事件の被害者。現場から5km離れた川岸で見つかる。キャバクラの常連で借金があった。 真美子 演 - 木本夕貴 ホステス。容疑者の一人。 - 荻野友里、辻川幸代、田村和也 |

第10話「憎しみのツボ」 脚本 - 政池洋佑、監督 - 瀧悠輔
ジョーがかつての上司・三神京子に施術する中、部屋へ現れたマネーとタイガーはマッサージを止めると高圧電流が流れると告げる。犯人の動機には怨恨が示唆されるが、SEだったジョー自身も過去に会社不祥事で無実の罪を被り三神に解雇されていた。しかし手を休めずおよそ丸1日マッサージを続けたジョーはついに覚醒する。そして三神の記憶に触れて犯人を割り出したジョーは、裏切りを恐れるあまり不信に陥った孤独な三神と、憎しみに取りつかれた犯人の心をもほぐし、事件を解決した。
三神京子
演 - 小沢真珠
カリスマ経営者。子供のころから誰も信頼できず、裏切られる前に裏切ることでのし上がってきたが、その分多くの恨みを買っていた。
大泉則夫
演 - 宮崎吐夢
高圧電流を仕掛けた犯人。三神に閑職にされたことで自棄になるが、同じく三神への復讐を考えていたジョーの説得に心打たれる。
- 井端珠里、松下アキラ、尾竹明宏

### 第11 - 12話
第11話「ピンチのツボ」 脚本 - 井上テテ、監督 - 根本和政
ついに覚醒したジョーは人の心と向き合えるようになるが、覚醒の副作用で一時的に能力を失っていた。テレビ番組の生放送で10年前のOL強盗殺人事件の捜査に関わるが調子を取り戻せないジョー。そこへ放送を見たジョーの父・段平が現場に現れて事件関係者らにマッサージを施し、被害者の友人たち3人が宝くじの当選金欲しさに被害者を殺害したと推理する。そして事件が解決した現場に同じく放送を見た黒服たちが現れ、段平はジョーを連れて逃走する。
矢吹原段平
演 - 西岡徳馬
最終話にも登場。ジョーの父。マッサージによって相手の記憶に触れることができる。エコ婆にマッサージを教え、ほぐす堂開業のきっかけとなった。
実は政府御用達の按摩師一族・矢吹原家の112代目按摩師。矢吹原の一族は古来からの陰陽師の一種である按摩師として悪い気を祓っていたが、心身を酷使する仕事を息子に継がせないために失踪したと語る。
権藤助六
演 - 坪倉由幸（我が家）
テレビ番組『トゥモローワイド』司会。
大井川春夫
演 - 馬場徹
『トゥモローワイド』現場リポーター。
玉子
演 - 石橋菜津美
エコ婆（再現ドラマ）
演 - 片岡明日香
ディレクター
演 - 向井康起
- 森廉、高浦修、日比野線、石川ひとみ、シゲル、青山めぐ

第12話（最終話）「心のツボ / 覚悟と決心のツボ」 脚本 - 井上テテ、監督 - 根本和政
ジョーの父・段平は25年前に失踪して以来、不老マッサージ店「おこす堂」を経営していたが、黒服によると彼が政府の按摩師に戻らないと日本に危機が訪れるという。病に倒れた父をマッサージするジョーは再び覚醒し、彼の記憶に触れる。そして段平が失踪したのは悪い気を浄化する療養施設にいた幽霊に怯えたからだと指摘する。幽霊の成仏を知った段平はジョーと共に、親子で亀の幹之助にマッサージを施して日本の危機を救った。そして段平は按摩師として、ジョーはマッサージ探偵として生きることを決意する。
女医
演 - 山﨑ケイ（相席スタート）
お爺さん
演 - 飯田孝男
- 羽田真、須田瑛斗

## スタッフ
- 脚本 - 井上テテ、政池洋佑、稲田秀樹
- 音楽 - 田渕夏海、中村巴奈重
- 監督 - 根本和政、瀧悠輔、田中峰弥
- マッサージ監修 - 新井恒紀（神奈川衛生学園専門学校）、波田康（東京衛生学園専門学校）
- 脚本監修 - 兵頭明（後藤学園中医学研究所）、森島健（東京衛生学園専門学校）
- 技術協力 - 東通
- 美術協力 - BEENS
- チーフプロデューサー - 浅野太
- プロデューサー - 稲田秀樹（テレビ東京）、小松幸敏（テレビ東京）、村上公一（ROBOT）
- 制作協力 - ROBOT
- 制作著作 - テレビ東京

### 放送日程
| 各話   | 放送日  | 脚本 | 監督 |
| ------ | ------- | ---- | ---- |
| 第1話  | 4月09日 |      |      |
| 第2話  | 4月16日 |      |      |
| 第3話  | 4月23日 |      |      |
| 第4話  | 4月30日 |      |      |
| 第5話  | 5月07日 |      |      |
| 第6話  | 5月14日 |      |      |
| 第7話  | 5月21日 |      |      |
| 第8話  | 5月28日 |      |      |
| 第9話  | 6月11日 |      |      |
| 第10話 | 6月18日 |      |      |
| 第11話 | 6月25日 |      |      |
| 最終話 | 7月02日 |      |      |

## 主題歌
お疲れサンクス
「マッサージ探偵ジョー」名義で中丸が歌唱する。2017年4月9日0時から配信が開始された。ドラマの世界観に合わせた歌詞とインド風のメロディーであり、マッサージの動きを取り入れたダンスの振付けはパパイヤ鈴木が手がけた。

## 放送局・配信元
テレビ放送
インターネット配信
Amazonプライム・ビデオ - 2017年4月2日より配信開始。

## 関連商品
- テレビ東京土曜ドラマ24「マッサージ探偵ジョー」オリジナル・サウンドトラック（2017年5月31日、Anchor Records）
- マッサージ探偵ジョー DVD BOX / Blu-ray BOX（2018年1月10日、ソニー・ミュージックマーケティング）